# Michael Glöckner
Michael Glöckner (Ehingen, 27 de mayo de 1969) es un deportista alemán que compitió en ciclismo en la modalidad de pista, especialista en las pruebas de persecución.
Participó en los Juegos Olímpicos de Barcelona 1992, obteniendo una medalla de oro en la prueba de persecución por equipos (junto con Guido Fulst, Jens Lehmann y Stefan Steinweg).
Ganó tres medallas en el Campeonato Mundial de Ciclismo en Pista, en los años 1990 y 1991.

## Medallero internacional
| Juegos Olímpicos   | Juegos Olímpicos     | Juegos Olímpicos | Juegos Olímpicos            |
| Año                | Lugar                | Medalla          | Competición                 |
| ------------------ | -------------------- | ---------------- | --------------------------- |
| 1992               | Barcelona (España)   | Medalla de oro   | Persecución por equipos     |
| Campeonato Mundial |                      |                  |                             |
| Año                | Lugar                | Medalla          | Competición                 |
| 1990               | Maebashi (Japón)     | Medalla de plata | Persecución por equipos (A) |
| 1991               | Stuttgart (Alemania) | Medalla de oro   | Persecución por equipos (A) |
| 1991               | Stuttgart (Alemania) | Medalla de plata | Persecución individual (A)  |